# Gospodarski list
Gospodarski list je hrvatski ilustrirani gospodarstveni list u bojama iz Zagreba. Izlazi neprekidno od 1842. godine. Tiskan je zaslugom Hrvatsko-slavonskog gospodarskog društva po prvi puta tiskao 26. siječnja 1842. godine. Prvi je poljodjelski list u Hrvatskoj i jedan je od prvih poljodjelskih listova na svijetu.
1855. godine nasljeđuje Gospodarske novine i od tad pod imenom Gospodarskog lista izlazi do danas. Izlaženje je pomogao hrvatski ban Josip Jelačić.
Tijekom svoje povijesti izlazio je kao tjednik, mjesečnik i polumjesečnik. Danas izlazi kao polumjesečnik. Izlazio je jedno vrijeme kao glasilo Hrvatsko-slavonskoga gospodarskoga Družtva kao središnje zadruge u Zagrebu, a poslije drugog svjetskog rata kao organ Ministarstva poljoprivrede NR Hrvatske.
List je u prilogu imao Glasnik Zajednice za perad i divljač, Garešnički list Socijalističkog saveza općine Garešnica, glasila poljoprivrednih proizvođača iz Vinkovaca, Županje, Vinkovaca, Brodskog Posavlja, mljekarska industrija Zdenka - Veliki Zdenci i dr.
Uređivali su ga Dragutin Rakovac, Ljudevit Vukotinović, Bogoslav Šulek, Dragutin Lambl, Petar Zoričić, Gustav Vlastimil Vychodil, Fran Kuralt, Milan Krištof, Franjo Poljak, Mladen Vukmir, Oton Frangeš, Gjuro Kopač, Albert Ogrizek, Alois Tavčar, Pavao Kvakan, Slavoljub Dubić, Željko Gumhalter, Ante Petričić, Ivan Kovandžić, Franjo Gosen, Đuro Potkonjak, Dragutin Vodopija, Josip Mimica, Marijan Stipaničić, Marijan Strbašić i Branko Horvat.
Za Gospodarski list su pisali i Milena Dragišić, Mojsije Baltić, Damir Rukovanjski i dr.

## Povezana glasila
Gospodarske novine, Seoski gospodar, Agrotehničar, Hrvatska pčela (1994.), Hrvatska pčela (1884.), Pčela (časopis, Zagreb), Pčelarstvo (Zagreb), Slavonska pčela, 

## Vanjske poveznice
- Gospodarski list
- Gospodarski list Hrvatska tehnička enciklopedija, portal hrvatske tehničke baštine. LZMK